# ريتشارد أموري
ريتشارد أموري (بالإنجليزية: Richard Amory)‏ (18 أكتوبر 1927 - 1 أغسطس 1981)؛ روائي أمريكي.